# Kate Summerscale
Kate Summerscale (1965 - ) é uma escritora e jornalista inglesa, vencedora do Prémio Samuel Johnson, em 2008, para não-ficção, com o livro As Suspeitas de Mr Whicher (em inglês: The Suspicions of Mr Whicher or The Murder at Road Hill House). É, também, autora do best-seller The Queen of Whale Cay sobre Betty Carstairs, que recebeu o Prémio Somerset Maugham, em 1998, tendo sido nomeado, em 1997, para o Prémio Whitbread em biografia.
Kate trabalhou para o jornal The Independent, e entre 1995 e 1996 escreveu e editou a secção de obituário do The Daily Telegraph, onde também foi a editora literária. Os seus artigos foram publicados no The Guardian, The Daily Telegraph e The Sunday Telegraph. Fez, também, parte do júri de vários concursos literários incluindo o Booker Prize em 2001

## Biografia
Kate Summerscale cresceu no Japão, Inglaterra e no Chile. Após ter frequentado o Colégio de Bedales (1978-1983), ingressou na Universidade de Oxford, e tirou um mestrado em Artes na vertente de Jornalismo na Universidade de Stanford. Vive em Londres com o seu filho.

## Prémios
- 1997 Prémio Whitbread (para biografias), The Queen of Whale Cay[3]
- 1998 - Prémio Somerset Maugham - The Queen of Whale Cay
- 2008 - Prémio Samuel Johnson para não-ficção - As Suspeitas de Mr Whicher (The Suspicions of Mr Whicher or The Murder at Road Hill House)
- 2010 - Eleita para membro da Royal Society of Literature [4]
- 2017 - Edgar Awards (Melhor Crime de Factos), The Wicked Boy: The Mystery of a Victorian Child Murderer[5]